# Brundage
Brundage és una concentració de població designada pel cens dels Estats Units a l'estat de Texas. Segons el cens del 2000 tenia 31 habitants.

## Demografia
Segons el cens del 2000, Brundage tenia 31 habitants, 7 habitatges, i 5 famílies. La densitat de població era de 0,5 habitants per km².
Dels 7 habitatges en un 14,3% hi vivien nens de menys de 18 anys, en un 42,9% hi vivien parelles casades, en un 28,6% dones solteres, i en un 14,3% no eren unitats familiars. En el 14,3% dels habitatges hi vivien persones soles el 14,3% de les quals corresponia a persones de 65 anys o més que vivien soles. El nombre mitjà de persones vivint en cada habitatge era de 4,43 i el nombre mitjà de persones que vivien en cada família era de 5.
Per edats la població es repartia de la següent manera: un 38,7% tenia menys de 18 anys, un 12,9% entre 18 i 24, un 22,6% entre 25 i 44, un 22,6% de 45 a 60 i un 3,2% 65 anys o més.
L'edat mediana era de 22 anys. Per cada 100 dones de 18 o més anys hi havia 137,5 homes.
La renda mediana per habitatge era de 13.750 $ i la renda mediana per família de 13.750 $. Els homes tenien una renda mediana de 0 $ mentre que les dones 0 $. La renda per capita de la població era de 2.371 $. Aproximadament el 100% de les famílies i el 100% de la població estaven per davall del llindar de pobresa.

## Poblacions més properes
El següent diagrama mostra les poblacions més properes.